# Буддизм
Будди́зм (санскр. बुद्ध धर्म, buddha dharma IAST; палі बुद्ध धम्म, buddha dhamma, «вчення Просвітленого») — релігійно-філософське вчення (дхарма) про духовне пробудження (бодгі), яке виникло близько VI століття до н. е. в Стародавній Індії. Засновником вчення вважається Сіддхартха Гаутама, який надалі отримав ім'я Будда Шак'ямуні. Оригінальна назва вчення — дгарма (закон, вчення) або будда-дгарма (вчення Будди). Термін «буддизм» введений європейцями у XIX столітті.
Будди́зм — одна зі світових релігій, яка зародилася в Індії і поширилася переважно в Азії: від Шрі-Ланки до Бурятії, і від Калмикії до Японії. Найбільше послідовників має в країнах Південно-Східної Азії, Східній Азії та Тибеті. «Без розуміння буддизму неможливо зрозуміти і великі культури Сходу — індійську, китайську, не говорячи вже про культури Тибету та Монголії, які пронизані духом буддизму до самих основ». Однак, послідовники буддизму зустрічаються в усьому світі, зокрема в Україні.
Буддизм є предметом вивчення буддології. Хоча буддизм вважається релігією і має багато ознак релігії, як-от храми, чернецтво, молитви, у ньому немає віри в Бога-творця, тому його нерідко називають «атеїстичною» релігією.

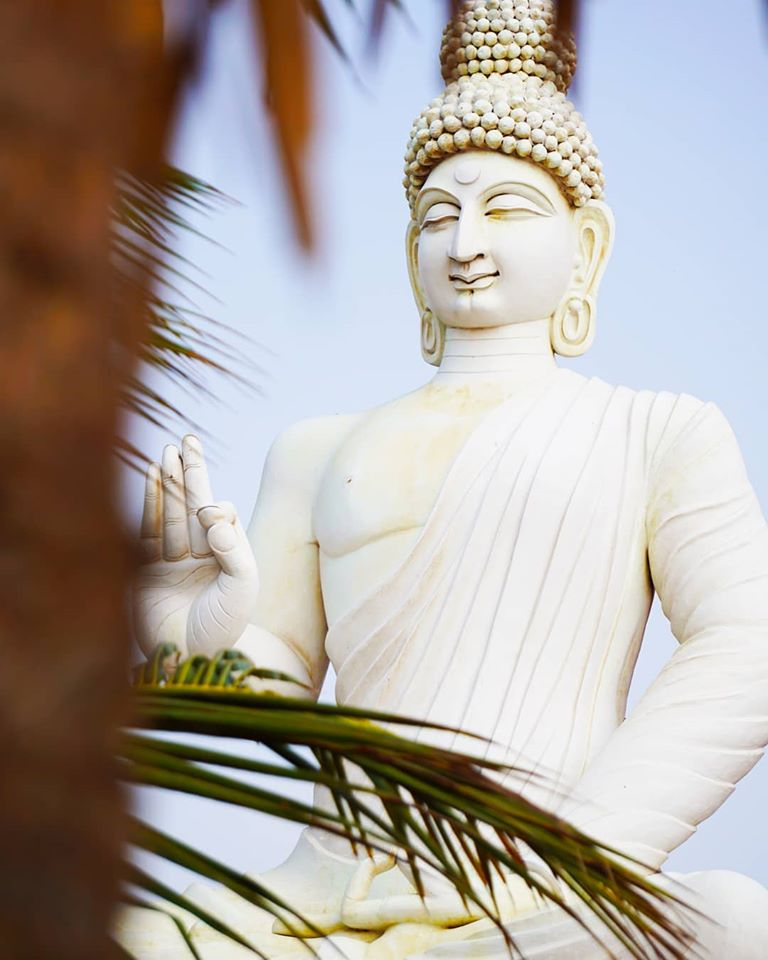
Будда

## Історія буддизму

### Виникнення
Буддизм виник на північному сході Індії, на території держав Маґадга, Кошала і Вайшалі, де проповідував історичний будда Сіддгартха Ґаутама. Час появи цієї релігії пов'язується із датою смерті Ґаутами, яких в буддистській традиції існує дві — 544 до н. е. і 486 до н. е.. Перша дата була прийнята ЮНЕСКО як дата заснування буддизму. Проте вона заперечується буддологами, які вважають, що будда помер близько 400 до н. е., до походів Александра Македонського в Індію. Відповідно, появу буддизму слід датувати початком 4 століття до н. е., серединою «осьового часу».
Причиною виникнення буддизму називають кризу традиційного ведичного брахманізму в середині 1 тисячоліття до н. е.. Місце зародження буддизму — північно-східна Індія — була форпостом альтернативних релігійно-філософських рухів, які підтримувалися станом воїнів-кшатріїв для боротьби за владу із жерцями-брахманами. Відповідно, соціальною опорою буддизму в Індії стали воїни, а точніше їхні лідери — правителі раджі. Сам Будда Ґаутама також походив зі стану воїнів.

### Вплив на політичні вчення Стародавньої Індії
Офіційна наука брахманів — брахманізм — зустріла реакцію в новій релігії буддизмі. Нові релігії поширилися серед нижчих класів, бо не визнавали суспільної нерівності й навіть паріїв приймали за своїх визнавців. Але вищі верстви залишилися при вигідному положенні.
Традиційно-теологічному брахманістичному тлумаченню дгарми буддизм протиставив свій, в багатьох випадках раціоналістичний підхід до розуміння тодішньої політико-правової думки та ідеології в цілому. Трактування дгарми, як і все світосприйняття раннього буддизму, пронизане проповіддю гуманізму, добрих відносин між людьми, любові до ближнього, ненасильства. Для буддизму притаманна тенденція до зменшення ролі і масштабів покарань. Саме вчення вихваляє законність і законний шлях в житті. Для того, щоб виконувати ці закони, людина повинна знаходитись на певному рівні розвитку.

### Період розквіту в Індії та поширення в інших краях
З ростом числа її поборників зміцнювались їхні позиції в суспільно-політичному житті. Згодом ідеї буддизму почали сильніше впливати на державну політику і законодавство. Під час правління Ашоки (268—232 рр. до н. е.), який об‘єднав Індію, буддизм був визнаний державною релігією. Пізніше вплив релігії розповсюдився на інші країни Південно-Східної Азії. До I-го століття нової ери були записані й кодифіковані священні тексти буддизму, зібрані в три «кошики». Це зібрання отримало назву Трипітака. Проте, одночасно з поширенням вчення почало дробитися — виникли численні школи.
Десь на початку I-го тисячоліття буддизм проник у Китай, а десь з VII-го століття — в Корею та Японію. У нових краях виникали свої власні школи.
У самій Індії в період Імперії Гуптів буддизм став занепадати, Із завоюванням Індії мусульманами буддизм у ній занепав зовсім, поступившись частково ісламу, а частково індуїзму.
У Європі серйозний інтерес до буддизму виник у XIX столітті, спочатку в інтелектуальних колах. У XX столітті, з еміграцією на захід значного числа китайців та представників інших народів, що сповідували буддизм, ця релігія стала справді всесвітньою.

### Постмодерністський буддизм
На Шрі-Ланці Обесекері та Гомбріх обґрунтували  зміни, що відбулися в останні десятиліття ХХ ст.. При цьому вони характеризували їх як широке проникнення в усі верстви суспільства побожної релігійності та магічних практик, вказуючи на постмодерністський характер таких змін.
Показові десять основних нових тенденцій у сучасному буддизмі:
-- співпраця буддистів із так званим всесвітнім «зеленим рухом»;
-- протидія буддистському націоналізму;
-- перегляд навчань та цінностей традиційного буддизму;
-- радикальне повернення до основ буддизму (наприклад, Santi Asoke);
-- відновлення ідеалу «лісових» ченців (araiiiiasthiina[уточнити термін]);
-- відродження медитації шаматха.Традиційно медитація проводилася тільки всередині Санґга, однак із другої половини ХХ ст. метод медитації Махасі Саядава зарекомендував себе коротшим шляхом (принаймні, через попередню стадію, саматху). В центрах bhavana madyasthana під опікою майстра займалося (1972 рік) понад 700 000 учнів.
-- відродження ритуалізму;
-- синкретизм з іншими буддійськими традиціями;
-- тенденція до "реміфологізації";
-- відновлення прав жінок.
28 березня 2006 р. 11-й президент Індії  Абдул Калам запропонував ідею відродження університету Наланди
Рішення про створення університету було схвалено на другому та четвертому саміт країн Східної Азії.
1 вересня 2014 року пройшли перші заняття у сучасному Міжнародному Університеті Наланди у прилеглому місті Раджгір за участю 15 студентів.
У новому кампусі площею 455 акрів Університет почав функціонувати із січня 2020 року.

## Основні вчення
Будда-дгарма є релігійно-філософським вченням, що спирається на загальні для індійського світобачення поняття карми й реінкарнації. Мета буддиста — покласти край стражданням та досягти згасання (ніббани) жадоби, злостивості та хибних поглядів, досягаючи при цьому пробудження (бодгі). Буддизм вчить робити добрі та вмілі вчинки, уникати вчинків злих та невмілих, а також очищувати та розвивати розум.

### Чотири шляхетні істини
Основні положення буддизму викладені в Чотирьох шляхетних істинах, які Гаутама Будда виголосив своїм учням після того, як досяг пробудження, медитуючи під деревом Бодгі:
1. життя неминуче пов'язане зі стражданнями;
2. причиною страждання є жага буття і чуттєвих насолод;
3. щоб уникнути страждань, слід звільнитися від цієї жаги буття і досягти повного заспокоєння — нірвани;
4. існує шлях до припинення жаги буття, а отже, страждань.

Центральним поняттям першої істини є страждання  — дукха або дуккха (санскр. दुःख, палі dukkhaṃ — «страждання», «фрустрація», «дискомфорт»). Переклад слова дукха як страждання приблизний. Воно може означати страждання тіла чи душі, але в загальному розумінні воно означає скоріше незадовільність. Тобто першу шляхетну істину можна розуміти як «життя незадовільне».
Центральним поняттям другої істини є причина (страждань) — дукха самудая (санскр. समुदाय, палі dukkhasamudayo (samudayo — «виникнення», «походження», «поява»). Вчення Будди проголошує принцип універсального зв'язку причин і наслідків (пратітья самутпада). Зустрічається дуже спрощене трактування: «причина страждань — бажання». Це звучить поетично, але бажання теж мають причину. Будда виділив дванадцять нідан, які утворюють замкнуте коло, яке називають дванадцятичленною формулою буття. Найважливішою ніданою є незнання (авідья).
Третя істина говорить про згасання (страждань) — дуккха ніродга (санскр. निरोध, nirodha IAST, палі dukkhanirodho (nirodho — «припинення», «згасання», «притамування»). Зі словом ніродга споріднене слово нірвана, що буквально означає задування (свічки). Нірвана є передумовою духовного пробудження (бодгі). Досягнувши стану пробудження, людина отримує знання істини про цей світ, долає незнання (авідью), а отже розірве цикл народжень і смертей і стане буддою.
Четверта істина вказує шлях до такого звершення — дуккха ніродга гаміні патіпада марга; (санскр. मार्ग, mārga IAST — дослівно означає «шлях»); палі dukkhanirodhagāminī paṭipadā (gāminī — «той, що веде до», paṭipadā — «шлях», «практика»). Будда Гаутама рекомендував Шляхетний вісімковий шлях, що встановлює правила поведінки для тих, хто бажає досягти просвітлення.
Виділяють чотири ступені просвітлення:
- ті, хто увійшов у потік;
- ті, хто повернеться ще раз;
- ті, хто вже більше не повернеться;
- людина, котра досягла нірвани називається шляхетною (аргатом).

Існує велике число різних інтерпретацій цих базових істин. Намагаючись збагнути їх, прихильники вчення Будди розділилися на велику кількість шкіл і сект, кожна з яких пропагує свій шлях до пробудження.

### Три ознаки існування
Докладніше: Буддистська філософія
Попри велику кількість шкіл буддизму, існують фундаментальні елементи вчення, які поділяють всі буддисти, зокрема трилакшана (три ознаки буддистського вчення):
1. анітья — визнання непостійного, мінливого характеру всесвіту. Нема нічого постійного.
2. дуккха — страждання як універсальний принцип непробудженого буття.
3. анатман — відсутність віри в індивідуальну «душу».

Буддизм заперечує існування абсолютного трансцендентного Бога-творця, який вшановується в авраамічних релігіях, зокрема в християнстві. Натомість буддисти допускають існування багатьох божеств або богів, які є частиною світу і залежні від його законів. Ці божества так само як люди, прагнуть стати буддами — істотами, що вийшли з кола перероджень і смертей, досягнувши пробудження, але завдяки довготривалості свого життя не задумуються над мінливістю та хиткою природою власного існування.
Спільним для всіх буддистських шкіл є заперечення існування індивідуальної душі людини. Віра в її існування вважається основною перепоною на шляху до досягнення стану пробудження.

### Напрямки
У межах буддизму в Індії виникли два напрями: Хінаяна та Магаяна (Махаяна), кожен з яких пропонує способи пробудження людської свідомості.
Хінаяна — «вузький» (або дослівно — «малий») шлях до пробудження, який передбачає певний аскетизм, відлюдництво і був розрахований в основному для практики ченцями-бгікшу. Хінаяна встановлює високі вимоги до буддиста. Пробудження на шляху Хінаяни досягається після багатьох смертей і народжень, а мирянин може сподіватися тільки накопичити позитивну карму впродовж свого життя, щоб бути в наступному ченцем.
Махаяна — «широкий» (або дослівно — «великий») шлях до пробудження, при якому припускається можливість досягнення самадгі та нірвани мирянином, який дотримується обітниці духовного вдосконалення під керівництвом бодисаттви. На відміну від ченців, мирянам давався більш спрощений етичний кодекс поведінки, який зводився до дотримання п'яти заповідей: 1) відмова від вбивства; 2) відмова від привласнення чужого майна; 3) відмова від надмірного статевого життя; 4) відмова від зловживання довірою, брехні та шахрайства; 5) відмова від речовин, які збуджують свідомість.

## Практика буддизму

### Відданість
Відданість є важливою частиною практики багатьох буддистів. Практикування включає певні ритуали; поклони, жертвоприношення, паломництво та чанти — монотонні буддистські співи. У буддизмі Чистої землі вшанування будди Амітабга є основною практикою. У буддизмі Нітірен-сю основною практикою є відданість Сутрі Лотоса.

#### Йога

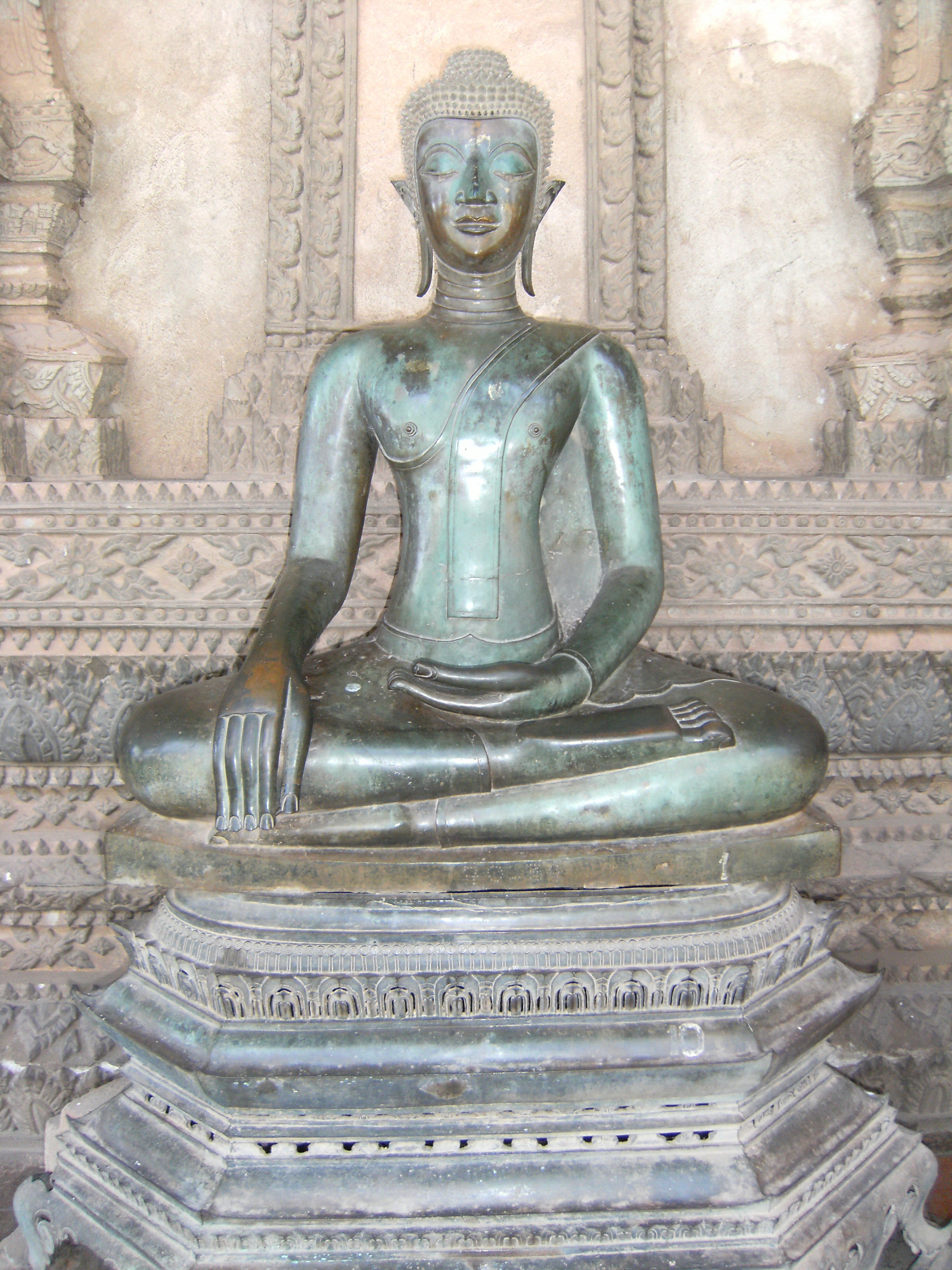
Будда в Хо Пхра Кео, В'єнтьян, Лаос

Буддизм традиційно включає практикування медитативного зосередження (палі: jhāna; санскрит: dhyāna). Уже проповіді Будди посилалися на ідеї йоги. Одне з ключових нововведень Будди в порівнянні з відомою раніше практикою йоги полягало в тому, що медитативне зосередження повинно поєднуватися з вільним пізнанням. Ця різниця між вченням Будди та йоги відображена в брахманічних текстах. Медитація сама по собі не є кінцем, як каже Будда, навіть найвищі медитативні стани не дають звільнення. Замість досягнення повної зупинки думок повинна бути деяка ментальна активність: звільнювальне пізнання, засноване на практиці уважної усвідомленості.
Йоги практикували медитацію протягом століть ще до Будди. Будда взяв у них практику заглиблення в себе, зацікавленого зосередження та інтроспекцію, розвинув їхню медитативну техніку, але відкинув їхні теорії звільнення. У буддизмі уважність, усвідомленість та ясне бачення необхідно розвивати завжди, а в добуддистській практиці йогів немає такої інструкції. Йог брахманічної традиції не зобов'язаний практикувати під час дефекації, наприклад, тоді як буддистський чернець зобов'язаний.
Як буддистські, так і зовнішні джерела відзначають, що результатом медитації є релігійне знання або «бачення». Саманнафала Сутта зазначає, що таке бачення виникає в адепта буддизму внаслідок поєднання успіхів у «медитації» та успіхів у «дисципліні» (сіла мовами палі та санскрит). Деякі з буддистських методів медитації набули популярності й вживаються не тільки буддистами, але первинною була ідея, що етика має причинно-наслідковий зв'язок з досягненням «надлюдської мудрості» (праджня).
Буддистські тексти, мабуть, першими почали описувати практикування медитації. Вони згадують медитативну практику, що існувала до Будди, та практику, що розвинулася в буддизмі. Дві Упанішади, написані після зародження буддизму, справді містять цілком зрілі описи йоги як засобу досягнення мокші.
Хоча немає переконливих доказів медитації в добуддистських брахманічних текстах, це не є переконливим свідченням, що безформна медитація походить зі шраманічної, а не брахманічної традиції. Міцні паралелі між космологічними твердженнями Упанішад та медитативними досягненнями обох вчень, на які спирався Будда, проступають у ранніх буддистських текстах. Згадуються і менш ймовірні можливості. Переконуючи, що космологічні твердження Упанішад також відображають традицію контемпляції, робляться спроби довести, що ведичний гімн «Насадія Сукта» містить докази контемпляційної традиції не пізніше пізнього доведичного періоду.

#### Спасіння у Трьох дорогоцінностях

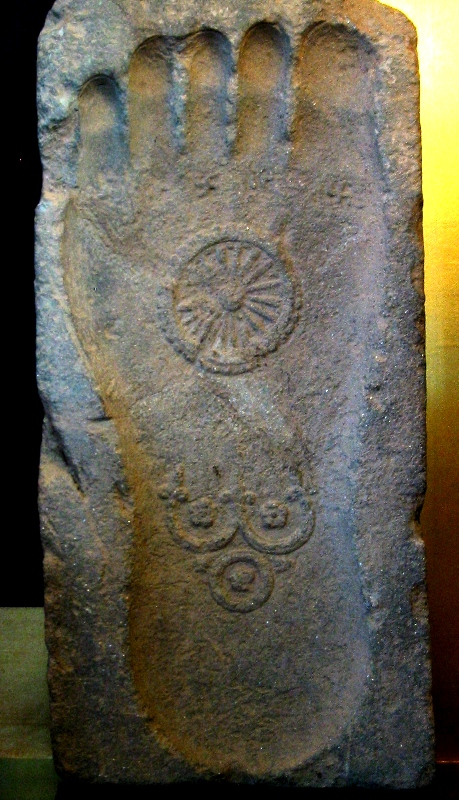
Відбиток ноги Будди з Дгармачакрою та Триратна, 1-е століття до н. е., Гандхара.

Традиційно першим кроком, початком релігійної практики особи, у більшості буддистських шкіл є вимога довіритися Трьом дорогоцінностям (триратна), знайти в них опору, стати під їхній захист. Практика отримання захисту від імені маленької чи навіть ненародженої дитини згадується в «Мадджхіма Нікая», що визнається більшістю шкіл як ранній текст. Тибетський буддизм деколи додає четверту опору — ламу. У Махаяні особа, яка вибирає шлях бодисатви, дає обітницю або дає заставу[джерело?], що вважається крайнім виразом співчуття.
У Махаяні Три дорогоцінності сприймаються також, як наділені вічною та незмінною суттю, та як такі, що мають незворотний ефект: «Три дорогоцінності мають якість неперевершеності. Як і справжні самоцвіти ніколи не змінюють своєї здатності та добротності, чи хвалені чи критиковані, так само і Три дорогоцінності, оскільки вони мають вічну і незмінну природу. Ці Три дорогоцінності приносять плоди, які незмінні, якщо людина вже досягнула стану просвітлення Будди, то немає можливості впасти назад у страждання.»
Трьома дорогоцінностями є:
- Будда — так називають тих, хто досягнув нірвани (див.також Татаґата та Сіддгартха Ґаутама). Будду можна також сприймати як концепцію, а не як конкретну особу: ідеальна мудрість, що розуміє дгарму та бачить реальність у її правдивій формі. У буддизмі Махаяни будда може розглядатися як верховний захисник: «Будда — унікальний абсолютний захисник. Будда є непорушним, вічним, незламним та абсолютним захисником.»[31]

- Дгарма (інколи дхарма) — вчення або закон природи як його проповідував будда Ґаутама. Вона також, особливо в Махаяні, може передбачати крайню та підтверджувану реальність, яка є невіддільною від будди. Далі, з певних поглядів Махаяни, дгарма втілена у формі великої сутри (буддистських писань) може замінити потребу в особистому вчителі та може бути прямими й спонтанними ворітьми до істини. Це особливо стосується «Сутри Лотоса». Доктор Хіроші Канно пише про цей погляд на Сутри Лотоса: «це дгарма-ворота до раптового просвітлення притаманного Великій колісниці; це дгарма-ворота через спонтанне пробудження особи, без звертання до вчителя».[32]

- Санґга — ті, які досягли одної з чотирьох стадій просвітлення, або просто спільнота буддистських ченців та черниць.

Як стверджують священні тексти, Будда Ґаутама пропонував себе як зразок для наслідування. Дгарма пропонує захист шляхом надання вказівок щодо уникнення страждань та досягнення нірвани. Вважається, що санґга забезпечує захист, правильно подаючи вчення Будди та власним прикладом доводячи, що вчення Будди є досяжним.

### Етика в буддизмі
Буддійська етика побудована на засадах незавдання шкоди та помірності. Виховання при цьому спрямоване на розвиток моральності (сіла), зосередженості (самадхі) та мудрості (пання). За допомогою медитації буддисти пізнають механізми роботи розуму та причинно-наслідкові зв'язки між тілесними та психічними процесами.
Благородний шлях до врятування містить 8 елементів (граней)(також відомий як Вісімковий Шлях):
1. Правильні погляди — бачення реальності такою як вона є насправді, а не такою, якою вона здається, віра у вчення Будди.
2. Правильний намір — тверде рішення пройти шляхом до пробудження, намір самозречення, звільнення і нешкідливості.
3. Правильна мова — правдива і необразлива мова.
4. Правильна дія — дія, яка не завдає шкоди, не вбивати, не брати того, чого не дають, відмовитися від статевого життя.
5. Правильний спосіб життя — мати тільки необхідне для життя, жити на пожертвування.
6. Правильне зусилля — докладати зусиль не думати про те, що може завадити медитації.
7. Правильна усвідомленість — ясно усвідомлювати свої дії, своє тіло як своє тіло, свої відчуття як відчуття, думки як думки, без пристрасної симпатії чи відрази.
8. Правильна зосередженість — правильна медитація чи концентрація.

У буддистській етиці існує 10 невмілих вчинків, які приводять до страждань, як самого буддиста, так і його оточення. Їх розділено на три категорії: тілесні, словесні та духовні невмілі вчинки. До тілесних відносяться: вбивство, крадіжка та помилкові сексуальні відносини (подружня зрада, педофілія та інше). Словесні невмілі дії: брехня, сіяння розбрату (розмови, які ведуть до сварок), образливі слова та безглузда розмова. Духовними невмілими діями є: користолюбство, недоброзичливе ставлення до інших та невірні погляди.
Для звичайних людей Будда давав прості моральні накази: не вбивати ніякої живої істоти, не красти, не говорити неправди, не вживати п'янких напоїв, не провадити розгнузданого життя, бути прихильним до всіх. Але за найвищий ідеал він уважав мудреця, що уникає любові й радості та перебуває в повній душевній бездіяльності. Через те в буддистів поширилося незвичайне чернече життя, постала велика сила монастирів і пустинь, в яких прихильники нової релігії наслідували свого вчителя.

### Чернече життя

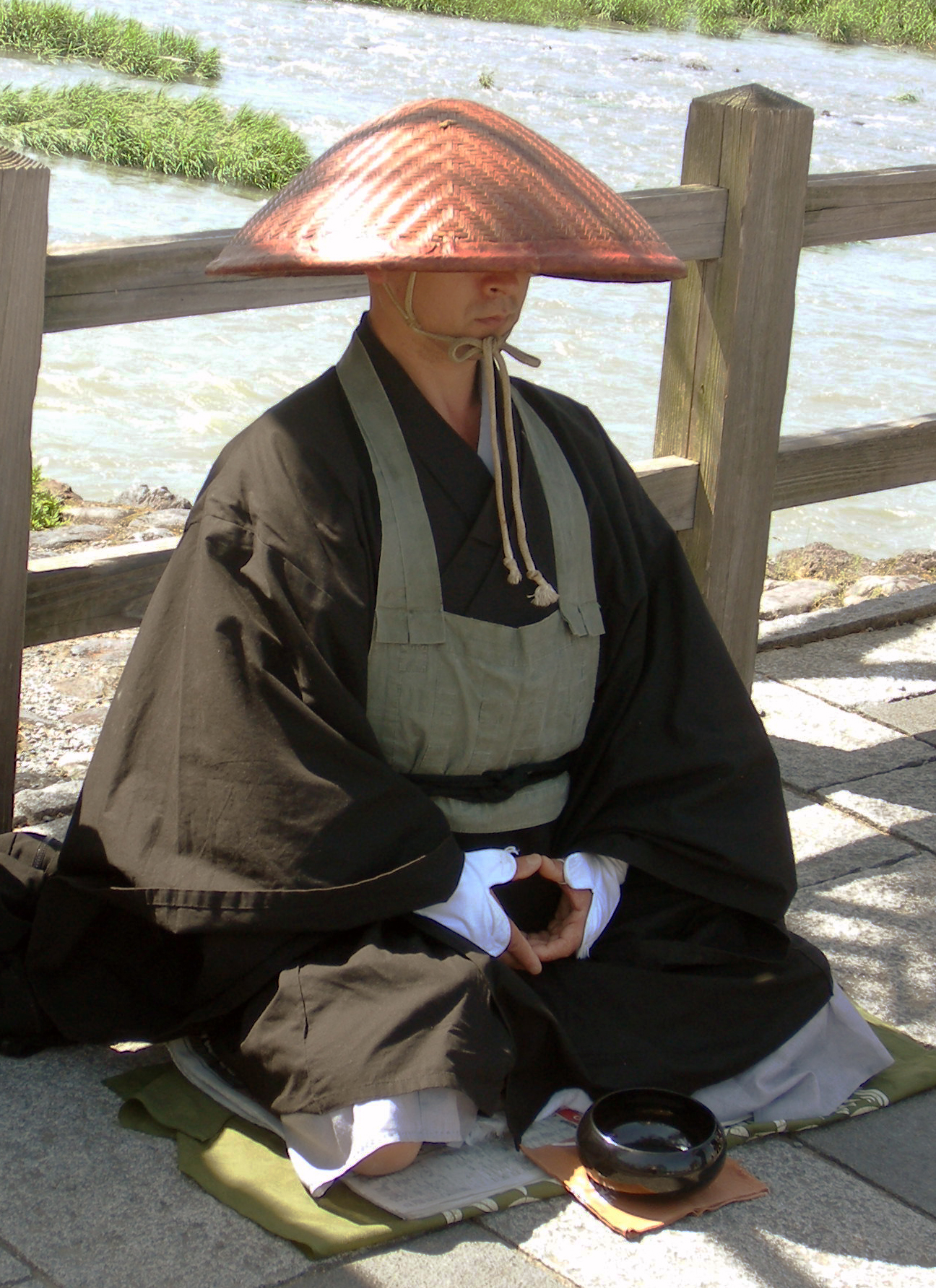
Японський махаянський буддистський чернець медитує.

Віная — це специфічний моральний кодекс для ченців. Він містить у собі Патімокга, 227 правил для монахів за Теравадійською редакцією. Точний зміст вінаяпітака (писання Віная) трошки відрізняється відповідно до різних шкіл, та різні школи і їхні підшколи встановлюють різні стандарти щодо строгості дотримання Віная. Маленькі монахи-новіціати використовують Десять заповідей буддизму, які є базовими заповідями для монахів.
Відповідно до чернечих правил Будда постійно нагадує своїм слухачам, що є моральна сторона, яка є важливою. З другого боку правила самі по собі створені, щоб забезпечити прийнятне життя, та прекрасний трамплін для вищих досягнень. Монахам даються настанови Буддою жити як «острови в собі». У цьому сенсі жити життя як приписує Віная — це як один послідовник ставить це: «більш ніж просто засіб для досягнення цілі: це вже майже сама ціль як така.»
У Східному Буддизмі також існує відмінна Віная та етика, що включається до Махаянської Брахмаяла Сутри (не плутати з палійським текстом за таким же ж іменем) для бодхісатв, у якій, наприклад, вживання м'яса не схвалюється, а вегетаріанство активно заохочується. У Японії вона майже повністю замінила монастирську Вінаю, та дозволяє клиру одружуватись.

### Медитація
Буддійська медитація фундаментально є пов'язана з двома темами: трансформування розуму та використання його для дослідження себе та інших явищ. Згідно з Буддизмом Теравади Будда навчав двох видів медитації — медитації Шаматха(Sanskrit: śamatha) та медитації Віпасана (Sanskrit: vipaśyanā, Палі: Vipassanā). В китайському буддизмі вони існують (транслітерується чі куан), але найпопулярнішою є Чань (Дзен) медитація. Згідно з Пітером Гарві весь час коли буддизм був здоровий не тільки монахи, монахині та одружені лами, але і вірні мирські люди практикували медитацію. Згідно з Енциклопедією Буддизму Рутледжа навпаки, протягом майже всієї Буддистської історії до сучасності, серйозна медитація для мирських людей була нетиповою. Свідчення ранніх текстів повідомляють, що в часи Будди багато мирських чоловіків і жінок практикували медитацію, деякі навіть на рівні вміння всіх восьми Дх'ян.

#### Саматхі (медитативний розвиток): медитація шамата
Мовою Благородного вісімкового шляху сам'яксамадхі це «правильна концентрація». Первинним значенням культивування самадхі є медитація. Після напрацювання самадхі розум стає очищеним від скверни, спокійним, врівноваженим та ясним.
Коли медитатор досягає стійкої та сильної концентрації і врівноваженості (санскр. ध्यान, трансліт. дх'яна), його розум готовий до практики прозріння природи реальності (віпасана), врешті-решт досягаючи звільнення від усіх страждань. Культивування усвідомленості є основоположним для ментальної концентрації, яка необхідна для досягнення просвітлення.
Медитація шамата починається з уважності до об'єкта чи ідеї, поширюється на тіло, розум та все оточення, що веде до стану повної концентрації та врівноваженості. Існує багато варіацій стилів медитації, починаючи з сидіння з перехрещеними ногами, вклякання для молитви або ходьба. Найбільш вживаним способом медитації є спостерігання за диханням тому, що ця практика може вести як до шамати так і до віпасани.
У буддистській практиці говориться, що під час медитації шаматхи можна заспокоїти розум, але тільки медитація віпасани може відкрити, яким розум був збаламученим, починаючи зі знань (г'яна) та розуміння (праджна), і так може вести до нірвани. Коли перебуваєш у дх'яні, весь бруд тимчасово придушується. Тільки розуміння (праджня або віпасана) повністю знищує мотолох у голові. Дх'яни це також такі стани, які аргати переживають, щоб відпочити.

#### УТхераваді
У Буддизмі Тхеравади причина людського існування та страждання полягає у пристрасному бажанні, яке тягне за собою різноманітні осквернення. Ці різноманітні осквернення традиційно підсумовуються як жадоба, ненависть та ілюзії. Вони вважаються глибоко закоріненими хворобами розуму, які створюють страждання та стрес. Для того, щоб звільнитися від страждання та стресу ці джерела осквернення необхідно постійно викорінювати шляхом внутрішнього дослідження, аналізу, переживання досвіду та розуміння правдивої природи цих джерел осквернення використовуючи Дж'яна, техніку, яка є частиною Благородного восьмикратного шляху. І це приведе медитатора до усвідомлення Чотирьох Благородних істин, Просвітлення та Нірвани. Нірвана — це кінцева мета Теравадійців.

#### Праджня (мудрість): медитація віпасана
Праджня означає мудрість, що базується на усвідомленні причинно-наслідкового ланцюга, Чотирьох благородних істин та Трьох ознак існування. Праджня є мудрістю, яка спроможна усунути причини страждання та привести до бодгі. Кажуть, що це основний спосіб досягнути нірвани через осягання правдивої природи всіх речей: дукхи (незадовільності, страждання), анітьї (непостійності) та анатману (не-Я). Праджня є також шостою з шести параміт Махаяни.
Спочатку праджня осягається на концептуальному рівні через слухання проповідей (розмов про дгарму), читання, вивчення, деколи через повторення вголос буддистських текстів та участь у бесідах. Коли досягнуто концептуальне розуміння, його застосовують до щоденного життя щоб кожен буддист міг перевірити правдивість вчень Будди на практиці. Між іншим, теоретично можна досягнути нірвани на будь-якому рівні практики, чи то глибоко медитуючи, слухаючи проповідь, здійснюючи щоденні справи чи будь-яку іншу діяльність.

#### Чань / дзен
Чань-буддизм (禅, сеон по-корейськи або дзен по-японськи) отримав назву від санскритського терміну дх'яна, який означає «медитація». Школи цього напрямку роблять менший наголос на книжному навчанні та надають перевагу фокусуванню на прямому духовному прориві, шляхом до якого є медитація.
У японській традиції існують дві основні школи, Ріндзай (臨済宗) та Сото (曹洞宗), які колись надавали перевагу медитації на Коан (公案, медитативна загадка чи головоломка) та пізніше (після певного практикування коанів) — на шікантадза чи «просто сидження».
Вчення чань/дзен є часто повне парадоксів для того, щоб послабити хватку його та для полегшення проникнення в сферу Правдивого Я або Безформного Я, яке дорівнює самому Будді. Згідно зі словами майстра дзен Учіями Кошо, коли думки та фіксація на маленькому «Я» виходять за межі «Я», тоді стається Пробудження до всесвітнього, недуалістичного Я: 'Коли ми відпускаємо наші думки та пробуджуємося до реальності життя, яке працює поза ними (думками), ми відкриваємо Я, яке живе всеохопне недуалістичне життя (перед поділом надвоє), що пронизує всі живі істоти та все існування.

#### Ваджраяна і Тантра
Тибето-монгольський буддизм, хоча й базується на Махаяні, є однією зі шкіл, що практикують Ваджраяну або «Діамантову колісницю» (відому також як Мантраяна, Тантраяна, Тантричний буддизм або езотеричний буддизм). Ваджраяна приймає всі основні концепції Махаяни, але також включає величезну масу духовних та фізичних методів, призначених для покращення буддистської практики. Тантричний буддизм сильно пов'язаний з ритуалами та медитативною практикою. Одним компонентом Ваджраяни є об'єднання (збирання) психофізичної енергії через ритуали, візуалізації, психічні вправи та медитацію як засоби розвитку розуму. Стверджується, що, використовуючи ці прийоми, практик може досягнути стану будди протягом свого життя, або навіть за три роки. У тибетській традиції ці методи можуть включати сексуальні практики та ритуали з партнером (Кармамудра), хоча тільки для дуже просунутих практиків.

## Тексти
Виникнення буддизму було пов'язане з появою ряду творів, що увійшли згодом до складу канонічного зводу буддизму — Трипітаки; це слово означає мовою палі «три кошики». Трипітаку було кодифіковано в 1 ст. до н. е. Тексти Трипітаки розділено на три частини — пітаки: Віная-пітака, Сутта-пітака й Абгідгамма-пітака. Віная-пітака присвячена переважно правилам поведінки ченців і порядкам у чернечих громадах. Центральну і найбільшу частину Трипітаки складає Сутта-пітака. Вона містить величезну кількість оповідей про окремі епізоди життя Будди та його висловів. У третьому «кошику» — Абгідгамма-пітака — містяться головним чином проповіді й повчання на етичні й абстрактно-філософські теми.
- «Абгідгармакоша» — філософський трактат Васубандгу

## Течії та школи

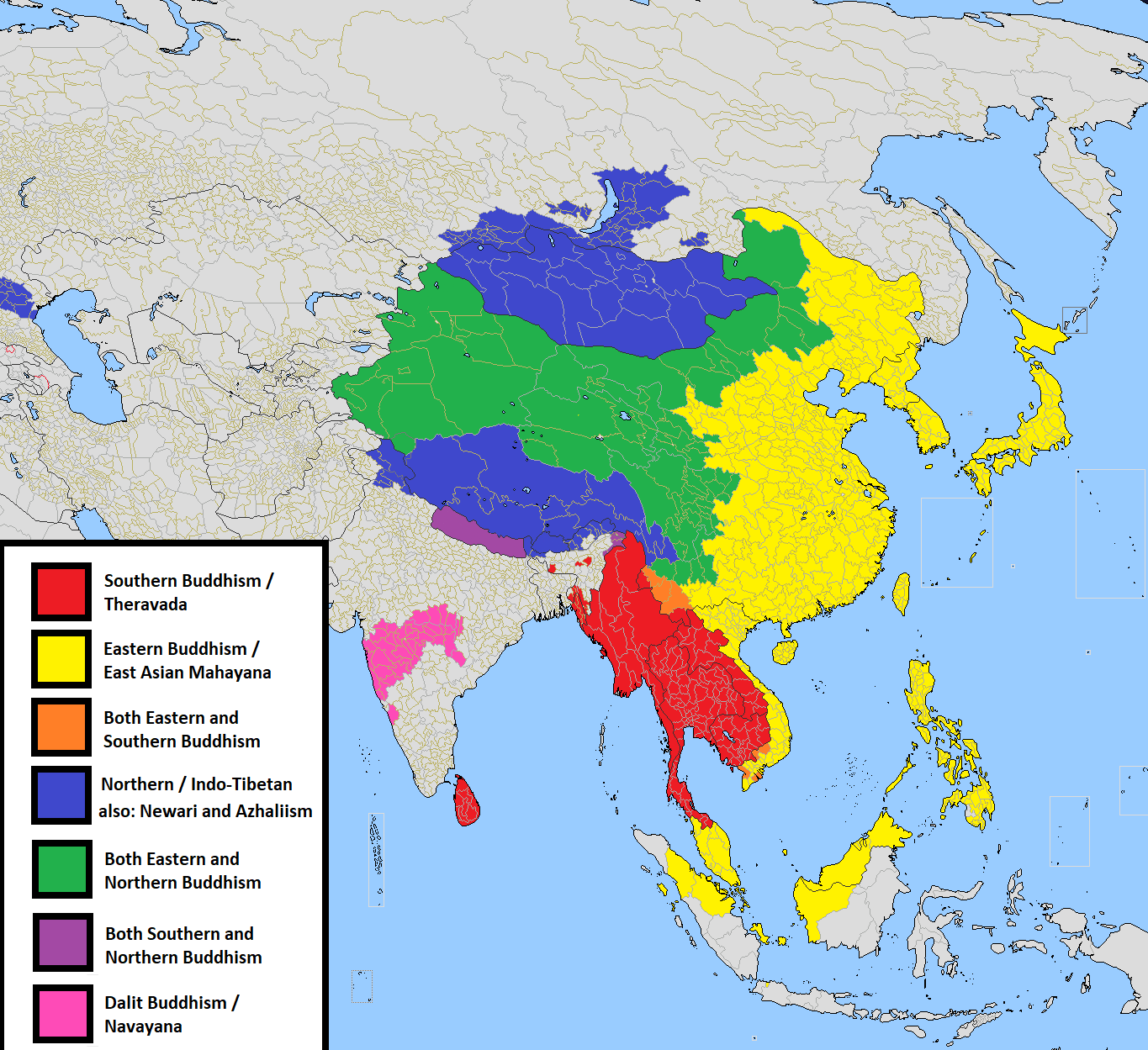
Поширення сучасних напрямків буддизму

Існує кілька десятків течій буддизму, які можна загалом згрупувати у три типи: Нікая, Махаяна та Ваджраяна. Зі шкіл Нікая до наших часів збереглася лише школа Тхеравада. Кожна з гілок буддизму вважає, що вона представляє справжнє вчення Будди; разом з тим в деяких школах вважається, що гнучкий характер буддизму дозволяє йому змінювати формулювання, термінологію та підходи згідно з сучасними обставинами.
Школа Тхеравада, що означає «Вчення старійшин», будує вчення та практику винятково на Палійському каноні. Він вважається найстарішим з наявних буддистських канонів, його тексти сприймаються як автентичні в усіх гілках буддизму. Практика Тхеравади спирається на розвиток «ґрунтовної уваги», що призводить до розвитку вмілих якостей. Буддизм Нікая, і в тому числі Тхераваду, іноді називають Хінаяною («Ницою колісницею»), хоча це взагалі вважається неввічливим. Тхераваду сьогодні сповідують в Шрі Ланці, М'янмі, Лаосі, Таїланді, частково у В'єтнамі та Малайзії; загалом у світі близько 124 мільйонів людей. В Україні є окремі послідовники Тхеравади, проводяться семінари з Віпассани.
У Махаяні («Великій колісниці») підкреслюється співчуття до всіх та самовідданий ідеал Бодхісаттви. В доповнення до текстів шкіл Нікая, школи Махаяни визнають загалом або частково ряд текстів, записаних біля першого сторіччя нашої ери. Ці пізніші тексти написані на санскриті, та присвячені досягненню стану Будди через слідування шляхом Бодхісаттви протягом незліченних віків. У зв'язку з такими величезними відрізками часу, в деяких школах Махаяни приймається ідея досягнення переродження в «Чистій землі», що не є саме по собі Пробудженням, але як середовище максимально сприяє досягненню Пробудження. Буддизм Махаяни сповідують сьогодні у Китаї, Японії, Кореї та більшій частині В'єтнаму; загалом у світі близько 185 мільйонів людей. В Україні Махаяна представлена послідовниками японської школи Нітірен-сю (Ніппондзан Мьоходзі) Дзен.
Ваджраяна («Діамантова колісниця») поділяє багато з основних концепцій Махаяни, але разом з тим використовує велику кількість технік, призначених для вдосконалення буддистської практики. Одна зі складових Ваджраяни — використання психофізичної енергії як засобу досягнення глибоких станів зосередження та усвідомлення. Ці глибокі стани в свою чергу використовуються як шлях до стану Будди. Стверджується, що за допомогою цих технік можна досягти стану Будди всього за одне життя. В доповнення до текстів Тхеравади та Махаяни, буддисти Ваджраяни визнають велику кількість текстів, в тому числі буддистські Тантри. Ваджраяну сьогодні сповідують в основному в Тибеті, Непалі, Бутані, Монголії, Калмикії, північній Індії, частково в Китаї та Японії; загалом у світі близько 20  [Архівовано 15 березня 2015 у Wayback Machine.] мільйонів людей. Найвідомішим духовним лідером Ваджраяни є Далай-лама. В Україні Ваджраяна представлена громадами Карма Каґ'ю (Й. С. Г'ялва Кармапи Тхає Дордже, Шамара Рінпоче та Оле Нідала  [Архівовано 5 грудня 2006 у Wayback Machine.], Лами Пунцога, а також Й. С. 17 Кармапи Ург'єна Тринле Дордже та Чог'яма Трунгпи), Дрікунґ Каґ'ю та громадами Ньїнґма та Дзогчен.
| | | |
| Перелік шкіл | | |
| - Нікая (школи раннього буддизму) - Стхавіравада - Вібхадж'явада - Тхеравада - Махіщасака - Кащ'япія - Дхармагуптака - Ватсіпутрія (Саммітія) - Дхармоттарія - Бхадраянія - Саннагаріка - Пудгалавада - Сарвастівада - Вайбхашика - Саутрантіка - Муласарвастівада - Махасангхіка - Екав'явіхаріка - Локоттаравада - Голуліка - Бахушрутія - Праджняптівада - Четіявада - Чайтіка - Апара Щаіла - Уттара Щаіла | - Махаяна - Мадг'яміка - Мадх'яміка-прасангіка - Мадх'яміка-сватантріка - Йогачара - Татхагатагарбха - Дашабхуміка - Хуаянь - Чань (Дзен) - Дзен (Чань) - Японські школи Дзен - Ріндзай-сю - Сото-сю - Тяньтай - Тендай - Амідаїзм - Дзьодо сінсю - Дзьодо-сю - Дзі-сю - Юдзу нембуцу-сю - Нітіренізм - Нітірен Сьосю - Ніппондзан Мьоходзі - Сока Гаккай | - Ваджраяна - Віджнянавада - Тибетський буддизм - Ньїнґма - Сак'я - Чжонанг - Кадам (буддизм) - Гелуг - Каґ'ю - Другпа Каґ'ю - Карма Каґ'ю - Дрікунґ Каґ'ю - Ріме - Міккьо (Японія) - Сінгон |

## Освіта
- Наланда — один з найбільших університетів середньовіччя.
- Вікрамашіла — один з найбільших університетів середньовіччя.

## Поширення

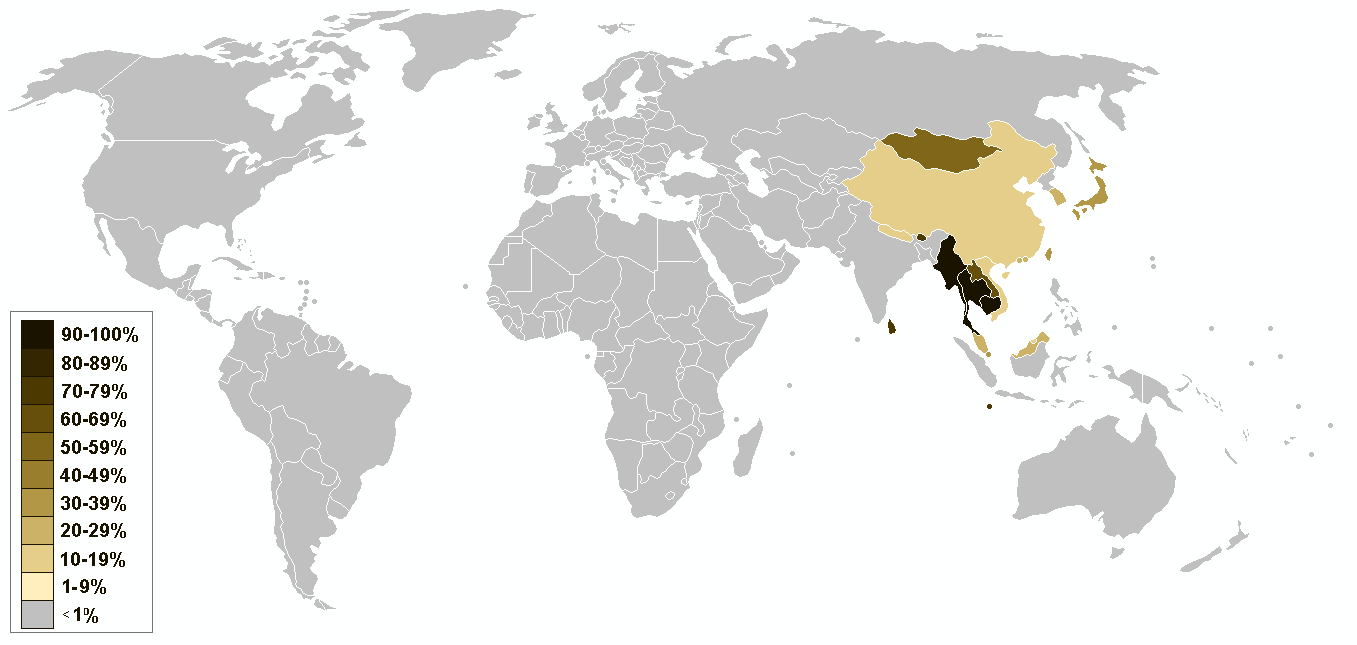
Відсоток буддистів за країнами світу

Нині у світі є близько 360 млн мирян, які сповідують буддизм, і близько 1 млн ченців та черниць. Буддисти світу об'єднані у дві міжнародні організації — Всесвітнє Братерство буддистів (штаб-квартира в Бангкоці, Таїланд) та Азійську буддистську конференцію за мир (штаб-квартира в Улан-Баторі, Монголія). В Україні є 56 буддистських громад згідно з релігійно-інформаційною службою станом на 1 січня 2015.

## Відмінності від інших вчень та вірувань
На відміну від монотеїстичних релігій (юдаїзм, християнство, іслам), у буддизмі немає ні всемогутнього Бога-творця чи Бога-особи, ні вічної душі. У буддизмі немає також поняття про «багатьох богів». Ці ж положення та заперечення кастової системи відрізняє буддизм від індуїзму та брахманізму, хоча він і визнає вчення про карму. Буддистські вчителі кажуть, що буддизм не є релігійною вірою — нічого не потрібно сприймати лише на віру, він є знанням, результати якого видно в житті.
Представники інших релігій та ідеологій критикують буддизм із різних позицій, які не узгоджуються з їхніми власними засадами. Християнство дорікає буддизму за заперечення існування Бога та егоїзм, марксизм-ленінізм бачить у буддизмі не тільки заперечення матеріалізму, а й відволікання трудящих від класової боротьби, сучасна філософія науки вважає буддизм науково недоведеним, містичним та ідеалістичним.

### Огляди
- Буддизм [Архівовано 22 січня 2021 у Wayback Machine.] // Українська Релігієзнавча Енциклопедія
- Буддизм // Літературознавчий словник-довідник / за ред. Р. Т. Гром’яка, Ю. І. Коваліва, В. І. Теремка. — Київ : ВЦ «Академія», 2007. — С. 92-94.
- Етика джайнізму і буддизму [Архівовано 26 жовтня 2020 у Wayback Machine.] Тофтул М. Г. Сучасний словник з етики. — Житомир: Вид-во ЖДУ ім. І. Франка, 2014. — 416с. ISBN 978-966-485-156-2
- «ЄВАНГЕЛІЄ» БУДДИ ТА ЕЗОТЕРИЧНИЙ БУДДИЗМ, ЧАСТИНА 1 [Архівовано 21 липня 2019 у Wayback Machine.]
- А. Берзін. Буддизм в сучасному світі [Архівовано 7 серпня 2024 у Wayback Machine.]
- (рос.) А. Берзін. Привлекательность буддизма для современного мира. [Архівовано 15 червня 2024 у Wayback Machine.]
- (рос.) Буддизм и наука. [Архівовано 15 червня 2024 у Wayback Machine.] ( studybuddhism.com )
- (рос.) Ю.М.Реріх. Буддизм и культурное единство Азии [Архівовано 6 лютого 2011 у Wayback Machine.] (Сборник статей, выпущенный к столетию со дня рождения ученого)
- (рос.) Є.О.Торчинов. Введение в буддологию [Архівовано 25 грудня 2010 у Wayback Machine.] ISBN 5-93597-019-8
- Щербатский Ф. И. Избранные труды по буддизму. — М.: «Наука», 1998
- Дхаммавирантха Ньяка Махатхера.Введение в буддизм [Архівовано 18 вересня 2010 у Wayback Machine.]
- Сангхаракшита. Благородный Восьмеричный Путь Будды [Архівовано 23 грудня 2010 у Wayback Machine.] ISBN 5-94121-033-7 Читати online
- Сангхаракшита. Кто такой Будда? [Архівовано 23 грудня 2010 у Wayback Machine.] ISBN 5-94121-022-1 Читати online
- Сангхаракшита. Буддизм: основы пути [Архівовано 23 грудня 2010 у Wayback Machine.] ISBN 5-87761-019-8 Читати online

### Буддійська практика
- 14-й Далай-лама. Досягнення миру через внутрішнє вмиротворення [Архівовано 8 серпня 2024 у Wayback Machine.]
- Ценжаб Серконґ Рінпоче. Сансара приносить страждання – Дгарма приносить щастя [Архівовано 14 червня 2024 у Wayback Machine.]
- А. Берзін. Інтеграція буддизму в наше життя [Архівовано 24 червня 2024 у Wayback Machine.]

### Інші посилання
- Буддійська бібліотека Берзіна [Архівовано 13 грудня 2024 у Wayback Machine.]
- Сайт, присвячений Майтреї [Архівовано 9 квітня 2022 у Wayback Machine.]
- Українське Об'єднання Буддистів лінії Карма Каґ'ю [Архівовано 5 грудня 2006 у Wayback Machine.]
- Буддійський Центр «Дрікунґ Спільнота Ратнашрі» [Архівовано 9 січня 2016 у Wayback Machine.]
- (рос.)Вебпортал «Буддизм в Україні» [Архівовано 29 січня 2013 у Wayback Machine.]
- (рос.)Інтернет-форум «Буддизм в Україні» [Архівовано 10 серпня 2013 у Wayback Machine.]
- (рос.)Колесо Дхамми. Сайт буддизму традиції Тхеравада [Архівовано 9 квітня 2008 у Wayback Machine.]
- Шамбала Україна. Лінія Від'ядхара Чог'яма Трунгпи Рінпоче [Архівовано 5 грудня 2010 у Wayback Machine.]
- Дзен сторінка Жанни
- Українська Сангха Сото-дзен учнів Майстра Кайсена. [Архівовано 12 квітня 2022 у Wayback Machine.]
- (рос.)Сторінка, присвячена Тхераваді [Архівовано 30 березня 2022 у Wayback Machine.] (з рекламою)
- (рос.)Живі відповіді Майстра Дзен (сайт переЇхав на новий домен) [Архівовано 2 квітня 2022 у Wayback Machine.] (з рекламою)
- Пробудження. Сайт вчення Будди в його первісному вигляді[недоступне посилання з 25.04.2018]
- (рос.)Медитація Віпасани в Україні [Архівовано 21 травня 2013 у Wayback Machine.][недоступне посилання з 25.04.2018]
- Буддіка — Шлях до Просвітлення через медитації[недоступне посилання з 25.04.2018]